# Dave Hoppen
David Dirk Hoppen, detto Dave (Omaha, 13 marzo 1964), è un ex cestista statunitense, professionista nella NBA e in Italia.

## Carriera
È stato selezionato dagli Atlanta Hawks al terzo giro del Draft NBA 1986 (65ª scelta assoluta).
Con gli Stati Uniti ha disputato le Universiadi di Kōbe 1985.